# CATIP
CATIP (англ. Ciliogenesis associated TTC17 interacting protein) – білок, який кодується однойменним геном, розташованим у людей на 2-й хромосомі. Довжина поліпептидного ланцюга білка становить 387 амінокислот, а молекулярна маса — 43 900.
| 10         |  | 20         |  | 30         |  | 40         |  | 50         |
| ---------- |  | ---------- |  | ---------- |  | ---------- |  | ---------- |
| MSSKVYSTGS |  | RAKDHQPSGP |  | ECLPLPEANA |  | EAIDFLSSLH |  | KEELQMLFFS |
| ETLAMVSDTG |  | EPQGELTIEV |  | QRGKYQEKLG |  | MLTYCLFVHA |  | SSRGFLDKML |
| CGNSLLGYLS |  | EKLELMEQHS |  | QDFIKFLILP |  | MERKMSLLKQ |  | DDQLAVTRSI |
| KEGEEVKTGV |  | TSFPWSSIKG |  | FISEAANLVL |  | LRVMAWRRMV |  | PSNARFLTLD |
| TEGKLCYLTY |  | QNLGFQTIQV |  | DHQQAEVFIV |  | EQTVHAEEGI |  | PMSCQYYLLS |
| DGHLAKRIQV |  | GSPGCCIITK |  | MPILREEDEI |  | EPRPVFEKKP |  | LVWEEDMELY |
| SKFLDRKEEL |  | RLGHASYLRQ |  | HPEAHALISD |  | FLLFLLLRQP |  | EDVVTFAAEF |
| FGPFDPWRPS |  | SPALGSSHRP |  | NPFRSLEPEG |  | DARSGAA    |  |            |

A: Аланін

C: Цистеїн

D: Аспарагінова кислота

E: Глутамінова кислота

F: Фенілаланін

G: Гліцин

H: Гістидин

I: Ізолейцин

K: Лізин

L: Лейцин

M: Метіонін

N: Аспарагін

P: Пролін

Q: Глутамін

R: Аргінін

S: Серин

T: Треонін

V: Валін

W: Триптофан

Задіяний у такому біологічному процесі, як біогенез та деградація війок. 
Локалізований у клітинній мембрані, цитоплазмі, цитоскелеті, ядрі, мембрані.